# Catocala reversa
Catocala reversa är en fjärilsart som beskrevs av Fischer 1943. Catocala reversa ingår i släktet Catocala och familjen nattflyn. Inga underarter finns listade i Catalogue of Life.